# Ichneumon marginatus
Ichneumon marginatus là một loài tò vò trong họ Ichneumonidae.